# 亚罗瓦娅法
亚罗瓦娅法（俄语：Закон Яровой）是2016年7月在俄罗斯通过的两项法律草案，其作者宣称具有反恐怖主义的倾向。在媒体和公众讨论中，该法律以其作者之一的名字--伊琳娜·亚罗瓦娅而闻名。该法其实是由两部联邦法律组成：
1. 2016年7月6日第374-FZ号联邦法“关于修订“打击恐怖主义”联邦法和俄罗斯联邦关于制定额外措施以打击恐怖主义和确保公共安全的某些立法法案”
2. 2016年7月6日第375-FZ号联邦法“关于在制定打击恐怖主义和确保公共安全的附加措施中修改俄罗斯联邦刑法和俄罗斯联邦刑事诉讼法”

这套对联邦立法的补充所提出的修正案可以大致分为以下几个部分。
- 扩大执法机构的权力。
- 对电信业的数据收集提出新的要求
- 对承运人-货运代理和邮政服务运营商的新要求。
- 加强对宗教和传教活动的监管，包括禁止在非宗教场合进行“传教活动”。[2][3]

## 内容

### 刑事规定
亚罗娃亚法的修正案包括延长一些犯罪活动的刑期，引入拒绝进出俄罗斯的新理由，以及引入未向执法当局报告他人“一直在计划、正在实施或已经实施的”恐怖活动的刑事责任。

### 监视规定
亚罗瓦亚修正案要求电信供应商将语音通话、数据、图像和文本信息的内容存储6个月，将其元数据（如时间、地点以及信息发送者和接收者）存储3年。要求使用加密数据的在线服务，如消息服务、电子邮件和社交网络，允许联邦安全局（FSB）访问和阅读其加密的通信。
互联网和电信公司被要求根据要求并在没有法院命令的情况下向当局披露这些通信和元数据，以及“所有其他必要的信息”。

### 反传教的规定
修正案还包括对布道和传教工作的新限制。修正案为俄罗斯的宗教立法增加了一项新规定，指出“传教活动”只能在教堂和该章指定的其他宗教场所“无障碍”进行。它被明确禁止在住宅楼内进行。“传教活动”被定义为
旨在向非该宗教团体参与者（成员、信徒）传播其信仰信息，目的是让这些人成为参与者（成员、信徒）的宗教团体的活动。它是由宗教团体或其授权的公民和/或法律实体直接公开进行的，借助于媒体、互联网或其他合法手段 。
传教活动不得用于追求侵犯公共安全、“促使公民拒绝履行法律规定的公民义务或实施其他非法行为”、自杀或以宗教理由拒绝医疗为目的。
传教活动只能由注册宗教团体和组织的授权成员进行。如果一个团体因从事极端主义或恐怖主义活动而被法院下令禁止，或已被清算，则没有资格进行传教活动。外国传教士只有在登记获得认可的宗教组织的许可后才能进行传教活动。公民还必须向政府报告未经授权的宗教活动，否则将面临罚款。

## 实施

### 监视规定
由于史无前例的数据存储要求，该法律的实施被描述为不可能和极其昂贵。俄罗斯邮政估计，遵守该法律将使该组织在最初购买设备时花费5000亿卢布，每年花费1000亿卢布。其他快递和货运服务实施该法律估计花费约1800亿卢布，预计这将导致在线购买数量下降30-40％。手机服务运营商将需要2.2万亿卢布来遵守，这将导致消费者的移动服务成本上升两到三倍。爱德华·斯诺登估计实施的综合成本为330亿美元，并预测尽管有巨大的附属成本，整体安全水平将不受影响。
在普京签署该法律后，结果发现存储所有数据所需的设备不仅在俄罗斯，而且在全世界都不存在。正因为如此，普京向俄罗斯公司发出呼吁，要求他们签订政府合同，提供所需的硬件和软件。

### 反传教的规定
一些传教士因违反法律而被逮捕，一经定罪，即被罚款。在奧廖爾工作的独立传教士唐纳德和露丝·奥塞瓦德被罚款40,000卢布（约700美元），促使这对夫妇离开该国；乌克兰归正基督教会代表谢尔盖·朱拉夫约夫因在圣彼得堡从事传教活动而被捕；加纳的埃比尼泽·图阿是基督使馆教会的领导人，他因在療養院进行洗礼而被捕并被罚款50,000卢布。
2016年7月9日，72岁的美国牧师吉姆·穆尔卡希（Jim Mulcahy）是总部设在美国的大都会社区教会的东欧协调员，他在薩馬拉与一个LGBT团体宣传并举行 “茶会”后，根据禁止在非宗教场所进行传教活动的规定被捕并被驱逐。当局怀疑穆尔卡希计划组织一场同性婚礼，因此将他列为目标。

## 批评和抗议
俄罗斯最大的电信和互联网公司对该法对其业务和整个俄罗斯经济的负面影响表示担忧。一份要求完全取消亚罗瓦亚法案的Change.org请愿书收集了超过60万个签名。俄罗斯公共倡议请愿书的签名超过10万次。在一些城市组织了一些抗议活动，包括新西伯利亚、叶卡捷琳堡、乌法、喀山和伏尔加格勒。8月9日在莫斯科的抗议活动有超过2000名参与者。

### 对反传教条款的批评
立法中的反传教条款引起了占俄罗斯人口约1%的新教少数民族的强烈关注和反对。据专家称，该法很可能被解释为阻止俄罗斯正教会以外的教会向俄羅斯僑民传教。政府官员和俄罗斯东正教当局长期以来对在俄罗斯存在较少的宗教派别抱有敌意。对少数民族宗教团体的严厉新限制是对1997年法律规定的要求的补充，该法律规定了登记和行政程序，许多宗教团体认为遵守这些程序既繁琐又昂贵。
美国国际宗教自由委员会主席托马斯·J·里斯说，“这些措施和目前现有的反极端主义法律都不符合国际人权和宗教自由标准”，亚罗娃亚法“将使俄罗斯当局更容易镇压宗教团体，扼杀和平异议，以及拘留和监禁人民。”华盛顿特区宗教与民主研究所的菲斯·麦克唐纳说。“这项法律在抵御恐怖主义方面并没有做那么多，只是阻止基督徒和其他非俄罗斯东正教徒传教和改宗。”美国国务院发言人妮可·汤普森写道。“我们认为，这些新的修正案不会更好地保护俄罗斯公民，而是俄罗斯恐吓和骚扰民间社会和政治活动家这一令人不安的趋势的一部分”。
该法豁免了与政府结盟的莫斯科及全俄羅斯牧首。俄罗斯东正教自治教会反对这项法律；俄罗斯东正教自治教会管理人安德鲁·马克拉科夫大主教表示“随着俄罗斯联邦在过去25年里越来越多地回归其苏联根源，它越来越多地寻求骚扰、迫害和摧毁任何它可能认为与自己的‘国家教会’相竞争的宗教组织”。

### 对监视条款的批评
电子前沿基金会（EFF）是一个旨在捍卫数字世界公民自由的非营利组织，它反对亚罗娃亚法，指出“对亚罗娃亚法的反对来自许多方面。技术专家们已经联合起来反对该法律。俄罗斯政府的互联网监察专员反对该法案。普京自己的人权负责人米哈伊尔·费多托夫呼吁俄罗斯联邦委员会的参议员拒绝该法案。互联网服务供应商指出，遵守规定将使他们花费数万亿卢布。”EFF写道，由于俄罗斯的互联网服务提供商、信息服务和社交媒体平台“无法合理地遵守亚罗娃亚法的所有要求，无论他们的行为如何，他们都成为事实上的罪犯。而这反过来又给了俄罗斯国家一个杠杆，可以从他们那里榨取任何它想要的其他利益。不可能完全遵守不是一个错误，而是一个基本特征。”人权观察注意到缺乏司法监督，并指出“这些规定最终会危及安全，同时无法有效防止恐怖分子使用加密技术”，以及 “不合理地扩大监控，同时破坏人权和网络安全” 。爱德华·斯诺登认为，这套反恐法无疑就是一套“老大哥法”，并指出它不应该被通过因为它不仅行不通而且还侵犯了公民的权利。

## 后续事件
2022年俄罗斯入侵乌克兰后西方科技公司纷纷离开俄罗斯或终止服务，导致俄罗斯互联网上可用存储空间仅够2个月使用，数字发展部于是修订该法律，暂停电信运营商增加 15% 存储容量给监控用途的要求。